# Принстън (самолетоносач, 1942)
Принстън (на английски: USS Princeton (CVL-23)) е лек самолетоносач на ВМС на САЩ от времето на Втората световна война тип „Индипендънс“.

## История на създаването
Заложен е на 2 юни 1941 г. като лек крайцер от типа „Кливланд“ (на английски: Cleveland) с името „Талахаси“ (на английски: Tallahassee (CL-61)). На 16 февруари 1942 г. е прекласифициран на самолетоносач и тогава е преименуван на „Принстън“. Спуснат на вода 18 октомври 1942 г.В строй от 25 февруари 1943 г.

## История на службата
Влиза в състава на Тихоокеанския флот на САЩ през август 1943 г. (авиагрупа CLGL-23), когато пристига в Пърл Харбър за съвместни действия със самолетоносачите „Есекс“ и „Йорктаун“. На 1 септември те нанасят своя първи удар по остров Маркус. Участва в ударите срещу островите Гилбърт (18.09.1943), Бука и Рабаул (началото на ноември 1943 г.), подсигурява десантите на островите Гилбърт (13.11 – 08.12.1943) и Маршаловите острови (29.01 – 26.02.1944), рейдовете срещу Палау (30.03 – 01.04.1944), Трук (29 – 30.04.1944) и Нова Гвинея (21 – 29.04.1944).
На 28 май 1944 г. приема авиагрупата CVGL-27. Прикрива десанта на Марианските острови през лятото на 1944 г., където участва в битката при Марианските острови от 19 – 20 юни 1944 г. След десантната операция на Западните Каролински острови нанася удари по японските обекти на островите Рюкю, Формоза и Лусон (10 – 19.10.1944).

### Битката в залива Лейте
По време на сраженията в залива Лейте „Принстън“ влиза в оперативната група 38.3 – бързоходна авионосна група. На 24 октомври 1944 г. самолетоносачът е атакуван от пикиращ бомбардировач D4Y „Суйсей“, който пуска две 250-килограмови бомби. Преди да се взривят, бомбите пробиват три палуби. Взривът води до силен пожар в хангара. Запалват се шест подготовени за полет „Авенджъра“, а взривът на техните торпеда води до още по-големи разрушения. Примерно след половин час след атаката другите кораби от групата получават заповед да се швартоват към „Принстън“ и да вземат на борда си неговия екипаж, с изключение на противопожарните и аварийните команди.
- „Принстън“ малко след бомбардировката
- Повредите по самолетоносача
- Вторият взрив
- Крайцерът „Бирмингам“ се опитва да потуши пожара на „Принстън“
- Взривът на „Принстън“ след като е торпилиран от крайцера „Рино“

Към самолетоносача се швартоват леките крайцери „Бирмингам“ и „Рино“. Те изпомпват вода от повредения кораб и дават захранване на неговите помпи. Всичко това се случва на фона на отблъскване от авиацията и корабите на атаките на японските самолети. В 14:45 изглежда, че пожарът е овладян, но в 15:23 на „Принстън“ избухва силен взрив, в резултат на който на препълнената с хора палуба на „Бирмингам“ загиват 229 и са ранени 420 души. Самият самолетоносач губи повече от 100 човека убити и 190 ранени. Обаче повреденият корпус на „Принстън“ все още си остава на вода. Неговото възстановяване е невъзможно, и в 16:00 останалите членове на екипажа напускат кораба.
Издадена е заповед да се потопи самолетоносача. Разрушителят „Ървин“ изстрелва 4 торпеда, но не съумява да го потопи. Тогава крайцерът „Рино“ изстрелва още 2 торпеда, след което „Принстън“ потъва.
Всичко за времето на своята служба авиогрупата на „Принстън“ сваля 178 вражески самолета.

## Коментари
1. ↑  Буквите показват принадлежността към определен класː ВВ – линкор, СС, CL, СА – съответно линеен, лек или тежък крайцер, CV – самолетоносач, DD – разрушител, SS – подводница и т.н.

### На английски език
- T. I. Bradshaw and M. L. Clark. Carrier down: the story of the sinking of the U.S.S. Princeton (CVL-23).   Austin, Eakin Press, 1990. ISBN 978-0-89015-773-2.
- O. Thulesius. The man who made the Monitor: a biography of John Ericsson.   Jefferson, N.C, McFarland & Company, Inc, 2007. ISBN 978-0-7864-2766-6.

### На руски език
- Авианосцы Второй мировой. Новые властелины океанов.   М., Коллекция, Яуза, 2006. ISBN 5-699-17428-1.
- Энциклопедия авианосцев.   Минск, М., Харвест, АСТ, 2002.
- К. Шант, К. Бишоп. Авианосцы. Самые грозные авианесущие корабли мира и их самолеты. Иллюстрированная энциклопедия. Пер. с англ.   М., Омега, 2006, 256 с.